# AGV (鉄道車両)

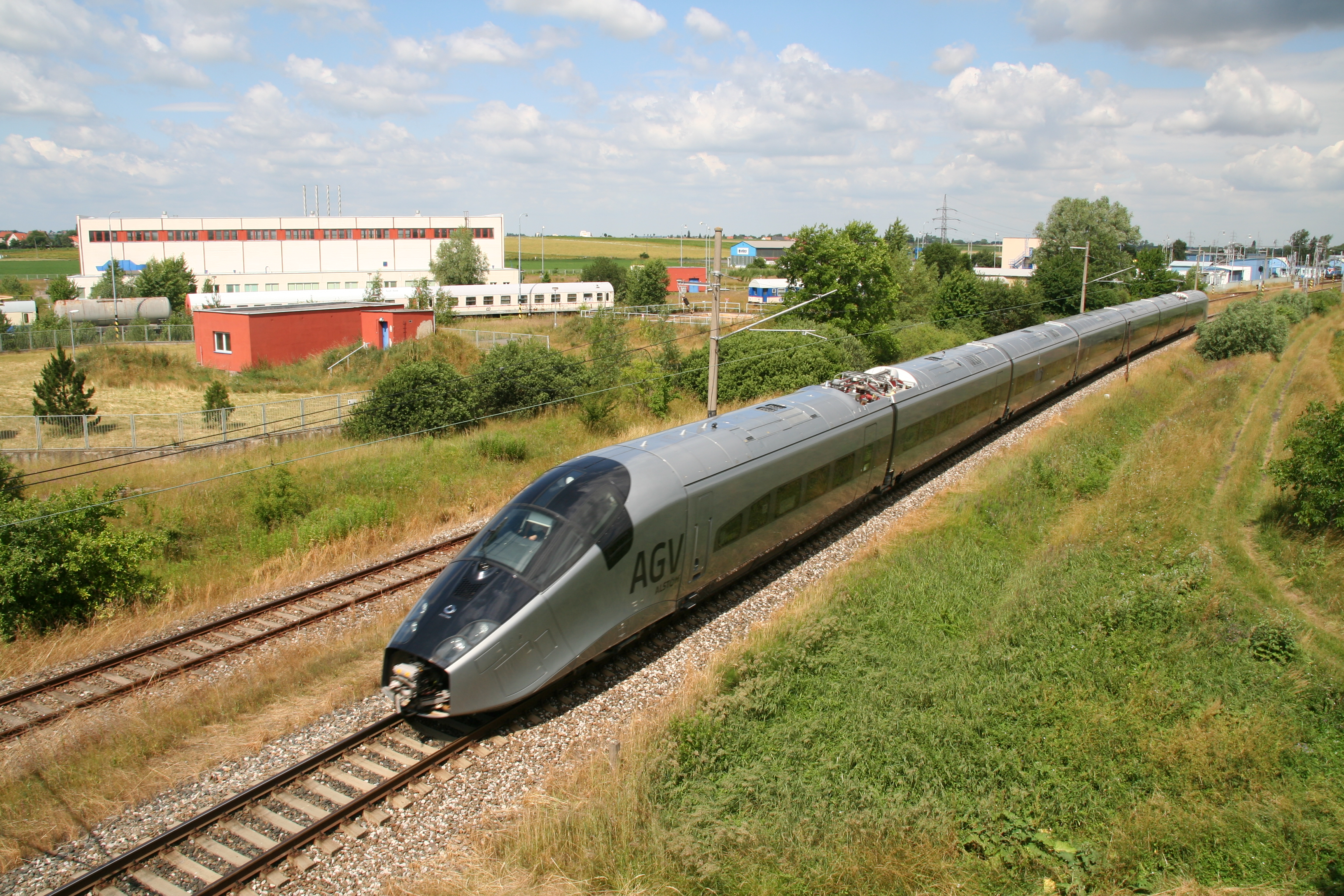
試験走行中のAGV

AGV（アジェヴェ、Automotrice à Grande Vitesse／オトモトリス・ア・グランド・ヴィテス、「高速自走車両」の意）はフランスのアルストム社による高速電車である。TGVの次世代車両として開発され、従来のTGVの動力集中方式に対して動力分散方式を採用した。2008年に試作車が完成、2012年にイタリアのNTV社が営業運転に初投入した。
なお、AGVはアルストム社の登録商標（国際登録第740834号）である。

## 技術上の主眼点
TGVと同様に連接台車を採用するが、AGVはICE 3や新幹線と同様の動力分散方式が採用された。主電動機は2007年に鉄路走行車両の速度記録を更新したTGVのV150編成で実験された永久磁石同期電動機が採用されている。
設計上の最高速度は360 km/hであるが、営業運転では信号設備の関係で当面250 - 300 km/hに抑えられる予定である。
編成の最高出力は7,500 kWとTGVより少ないが、動力分散方式の採用と機器類の軽量化により、出力重量比は22.6 kW/トンと向上した。TGVと比較して1席あたりのエネルギー消費量は30%削減、前後の動力車がないことで編成長に対する乗車人数は20%増加した。

## 採用例

### NTV

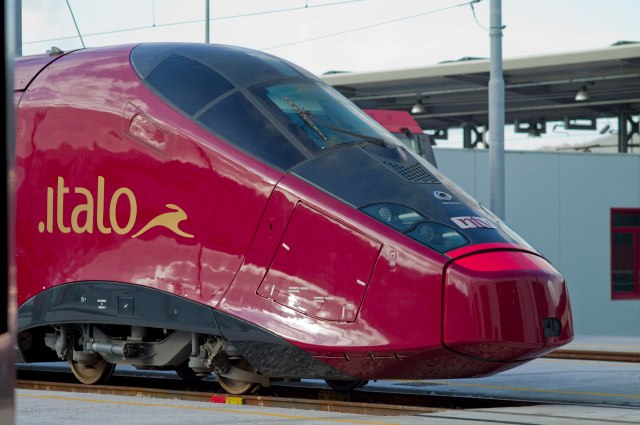
NTV社のAGV

AGVの営業運転投入は、TGVを運用するフランス国鉄ではなく、NTV社が最初の事例となった。
NTVは2008年1月にAGV25編成とオプション10編成の購入契約をアルストム社と締結、契約額は約7億ユーロ（約1120億円）と推定されている。試作編成は2008年に落成し、2008年夏よりチェコのヴェリム鉄道試験線で試運転が行われた。
編成は11車体12台車で、このうち5台車が動力台車、編成長は202 mとなる。座席はスマート、プリマ、クラブの3等級で構成される。車体色のワインレッドがイタリアの自動車フェラーリを彷彿させることから、「フェラーリ特急」とも呼ばれている。車両形式はETR575形で、この数字はTGVのV150編成で記録された最高速度574.8 km/hにちなんだものである。
「イタロ」(italo) のブランド名が採用され、トリノ - ミラノ - フィレンツェ - ローマ - ナポリ間などで2012年4月28日に営業運転を開始した。
フランス国内で導入された実績はない。SNCFの長距離輸送部門マーケティング担当者によると、SNCFがTGVデュプレックスを採用し続けるのには理由が2つあり、ひとつは低床化が難しく、バリアフリーに対応できないこと、もう1つは特にパリ - リヨン間において、輸送力が限界に近付いており、2階建て車両以外の採用は不可能というのがその理由である。AGV車両は、同社の最新技術を余すところなく採用し、世界でもトップクラスの高加減速性能や環境性能を誇る高速列車であるが、床下に機器を搭載したことにより、低床化が不可能という難点があった。このため、いくらハイスペックといえども、SNCFの車種選考からは漏れてしまった。